# گویش جنوایی
گویش جنوایی گویشی از زبان لیگوری است که در جنوا در کشور ایتالیا بدان تکلم می‌شود.شمار دقیقی از متکلمین این زبان در دست نیست.